# پادشاه اویجا

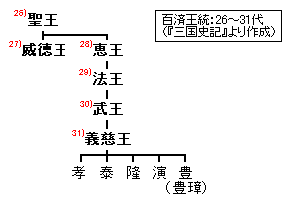
پادشاه اویجا

پادشاه اویجا (زاده ۵۹۹ میلادی و درگذشت ۶۶۰ میلادی) (هانگول:의자왕، هانجا:義慈王) سی و یکمین و آخرین پادشاه بکجه یک امپراتوری از میان سه امپراتوری کره بود. او همچنین خواهرزاده ملکه سون‌دوک از شیلا بود. او وقتی قدرت را در دست گرفت، که از طرف نیروهای چینی سلسله تانگ و امپراتوری شیلا تهدید می‌شد. او در سال‌های ۶۴۱ تا ۶۶۰ میلادی حکومت کرد.
در زمان سلطنت وی امپراتوری شمالی گوگوریو که تحت کنترل ژنرالی به نام یون گه‌سومون بود. مقاومت جانانه‌ای را علیه شیلا و تانگ انجام داد. شیلا در پاسخ در نهایت تبدیل به متحد نزدیک سلسلهٔ چینی تانگ شد و این موضوع سبب ایجاد تهدید برای بکجه در مرکز شد. بر اساس سامگوک ساگی وی پسر ارشد پادشاه مو بود. بر اساس یک افسانه در سامگوک یوسا؛ مو رعیتی از بکجه بود که با شاهزاده‌خانم سون‌هوا، سومین دختر پادشاه جین‌پیونگ از شیلا ازدواج کرده بود (فرضیهٔ مادر و فرزندی اویجا و سون‌هوا)؛ اما این موضوع به عنوان یک واقعهٔ تاریخی صحیح در نظر گرفته نمی‌شود، زیرا به دلیل کشف مدارکی بحث‌برانگیز در ژانویه سال ۲۰۰۹، نشان می‌دهد مادر پادشاه اویجا ملکه ساتک دختر وزیر ساتک جوک‌دوک است. اویجا در ماه ژانویه سال ۶۳۲ به عنوان ولیعهد منصوب شد و بعد از مرگ پدرش در سال ۶۴۱ پادشاه شد.
فرمانروا اویجا به ژنرال گی‌بک، که یکی از بزرگ‌ترین فرماندهان بکجه بود بخاطر پیروزی‌های پی در پی او به او حسادت می‌کرد و به او شک داشت که گی‌بک خیانت کند و چند سال او را به مناطق مرزی دور افتاده فرستاد و همین باعث شد که قدرت بکجه کم شود و قلعه‌هایی که گی‌بک گرفته بود را یکی یکی از دست بدهد.

## حکومت
وی در ابتدا با سلسلهٔ چینی تانگ روابط دوستانه ای داشت بعد از مدتی اویجا به منظور حمله به شیلا با گوگوریو متحد شد.
در سال ۶۴۲ او نبردی را علیه شیلا ترتیب داد و در حدود ۴۰ دژ را از این کشور تصرف کرد. او همچنین نیروهایی شامل ده هزار سرباز را به منظور تصرف «دژ دیا» از شیلا فرستاد. در کش و قوس این نبرد دختر و داماد کیم چون‌چو کشته شدند. سال بعد با همراهی گوگوریو؛ بکجه مجدداً به شیلا حمله کرد و سعی نمود تا مسیرهای دیپلماتیک آن را با تانگ قطع کند. زمانی که نیروی‌های شیلا و تانگ در سال ۶۴۵ به گوگوریو حمله نمودند؛ او به شیلا حمله نمود و ۷ قلعه از آن را تصرف نمود. باکجه و گوگوریو در سال ۶۵۵ مرز شمالی شیلا را مورد هجوم قرار دادند.
در کتاب سامگوک ساگی آمده است که او پسر بزرگ پادشاه مو بوده است و پس از مرگ او در سال ۶۴۱ میلادی به قدرت رسید در سال اول حکومت، او روابط خود را با شیلا به خوبی حفظ کرد تا از جنگ دوری کند اما چیزی که مشکوک بود اینست که او در اولین سال حکومتش ۲ بار برای دیدار پادشاه یونگ‌نیو به گوگوریو رفت. دو ماه بعد از آخرین دیدار آن‌ها در اوایل سال ۶۴۲ میلادی باکجه به کمک گوگوریو به نیروهای تانگ - شیلا حمله کرد که عاقبت این جنگ فقط مرگ پادشاه یونگ‌نیو و ۱۸ سال درگیری با شیلا بود و عاقبت این اشتباه: در سال ۶۶۰ میلادی با حملهٔ نیروهای تانگ - شیلا باکجه علی‌رغم تلاش‌های ژنرال گی‌بک نابود شد و اویجا به تانگ برده شده و در آنجا درگذشت و ۸ سال بعد نیروهای تانگ و شیلا، گوگوریو را نیز نابود کردند.
او جوان عاقلی بود که در زمان ولیعهدی سیاست‌های خوبی به خرج داد اما پس از رسیدن به سلطنت با سیاست‌های نادرست، استفاده از وزیران نالایق و تبعید ژنرال گی‌بک باعث شد باکجه در بدترین شرایط قرار گیرد و ۱۳۰/۰۰۰ نفر از ارتش قدرتمند تانگ به فرمادهی سو دینگ‌فانگ و ۵۰/۰۰۰ نفر از ارتش شیلا به فرماندهی کیم یوشین قلعهٔ سابی را تسخیر کردند و در نتیجه بکجه از تاریخ محو شد.

## خویشاوندان
- پدر: پادشاه مو؛ پسر پادشاه ویدوک از بکجه
- مادر: ملکه سون‌هوا؛ سومین دختر پادشاه جین‌پیونگ از شیلا یا ملکه ساتک؛ از خاندان ساتک و دختر وزیر ساتک جوک‌دوک
- خواهر و برادر:
  - برادر ناتنی: بویو کیوکی؛ او در سال ۶۴۲ به‌همراه ۴۰ نفر از اشراف و مادر و خواهرش به ژاپن تبعید شد.
  - خواهر ناتنی: بویو جونگ‌سون (مورد مناقشه)
- ملکه هم‌نشین: ملکه ایون‌گو؛ از خاندان یون، به وی تنها در کتاب نیهون شوکی اشاره شده و از او به عنوان یکی از علل سقوط بکجه نام‌برده شده است. پس از سقوط بکجه توسط نیروهای متحد تانگ و شیلا، در ۱۳ ژوئیه ۶۶۰ (بیستمین سال سلطنت پادشاه اویجا)، او توسط ژنرال سلسله تانگ، سو دینگ‌فانگ دستگیر و به تانگ فرستاده شد.
- فرزندان:
  - بویو یونگ (۶۱۶-۶۸۲)؛ اولین پسر ملکه ایون‌گو، در سال ۶۴۴ به ولیعهدی منصوب شد، اما در طی یک کودتا در سال ۶۵۶ از عنوانش خلع شد. او نام خانوادگی‌اش را از "بویو" به "سو" تغییر داد و به عنوان جد خاندان بویو سو شناخته می‌شود. او به همراه پدرو برادرانش به چین تبعید شد و در آنجا درگذشت.
  - بویو ته؛ پسر دوم، همراه پدرش به چین تبعید شد.
  - بویو هیو؛ دومین پسر ملکه ایون‌گو، در سال ۶۵۵ به عنوان ولیعهد جدید منصوب شد، اما پس از سقوط بکجه همراه پدرش به چین تبعید شد.
  - بویو یون؛ همراه پدرش به چین تبعید شد.
  - بویو پونگ (۶۲۳-۶۶۸)؛ در سال ۶۴۳ به همراه برادر کوچکترش به ژاپن فرستاده شد ولی به منظور احیای پادشاهی بکجه برگشت. وی پادشاه خوانده شد ولی به‌زودی دستگیر شده و به جنوب چین تبعید شد.
    - بویو سا؛ او فرزند بویو پونگ بود که به ژاپن فرار کرده بود ولی توسط جاسوسان شیلایی به قتل رسید. او جد چندین خاندان ژاپنی می باشد.

  - بویو سون‌گوانگ (۶۲۱-۶۸۷)؛ در سال ۶۴۳ به همراه برادر بزرگترش بویو پونگ به ژاپن فرستاده شد و در آنجا به عنوان جد یکی از خاندان های ژاپنی شناخته می‌شود.
  - بویو یونگ؛ او به همراه برادرش بویو پونگ ارتش انقلابی بکجه را هدایت کرد ولی شکست خورده و تبعید شد.
  - بویو چانگ‌سونگ؛ او در جنبش احیای بکجه شرکت داشت ولی سرنوشت وی نامعلوم می باشد.
  - بویو چانگ‌جی؛ او نیز در جنبش احیای بکجه شرکت داشت و سرنوشتی نامعلوم دارد.
  - بویو جو؛ به عنوان تنها دختر پادشاه اویجا شناخته می‌شود.

## در فرهنگ عامه

### مجموعه تلویزیونی
- توسط کیل یونگ وو در مجموعه تلویزیونی سال ۱۹۹۳–۱۹۹۲ کی‌بی‌اس، تاریخ سه پادشاهی، به تصویر کشیده شد.
- توسط بازیگر ناشناس در مجموعه تلویزیونی سال ۲۰۰۶–۲۰۰۵ اس‌بی‌اس، افسانه سودانگ، به تصویر کشیده شد.
- توسط مون هو وون در مجموعه تلویزیونی سال ۲۰۰۷–۲۰۰۶ اس‌بی‌اس، یون گه‌سومون، به تصویر کشیده شد.
- توسط چو جه هیون، نو یونگ هاک و چوی وون هونگ در مجموعه تلویزیونی سال ۲۰۱۱ ام‌بی‌سی، سرنوشت یک مبارز، به تصویر کشیده شد.
- توسط لی جین وو در مجموعه تلویزیونی سال ۲۰۱۳–۲۰۱۲ کی‌بی‌اس، رؤیای فرمانروای بزرگ، به تصویر کشیده شد.
- توسط بازیگر ناشناس در مستند تلویزیونی سال ۲۰۱۷ کی‌بی‌اس، تاریخ کره‌ای، به تصویر کشیده شد.

### فیلم
- توسط جو سون ته در فیلم سال ۱۹۶۲، هوارانگ‌دو، به تصویر کشیده شد.
- توسط اوه جی میونگ در فیلم سال ۲۰۰۳، هوانگ‌سان‌بیول، به تصویر کشیده شد.